# Bensimon
Pour les articles homonymes, voir Bensimon (homonymie).
Ne pas confondre avec le photographe de mode Gilles Bensimon
Bensimon est une marque de prêt à porter et d'art de vivre française, créée par les deux frères Serge et Yves Bensimon, en 1980. La petite tennis en toile de coton et à semelle en caoutchouc fait depuis le début le succès de la marque qui décline aussi les univers de la mode, de la décoration, et du design…
À l'origine uniquement en prêt-à-porter féminin, la marque est devenue au cours des années un groupe ayant diversifié ses activités avec l'ouverture des concepts stores Home Autour du Monde, des boutiques mode Autour du monde, de la galerie de design et d’art contemporain « Gallery S. Bensimon » et de la librairie Artazart au canal Saint-Martin.

## Historique

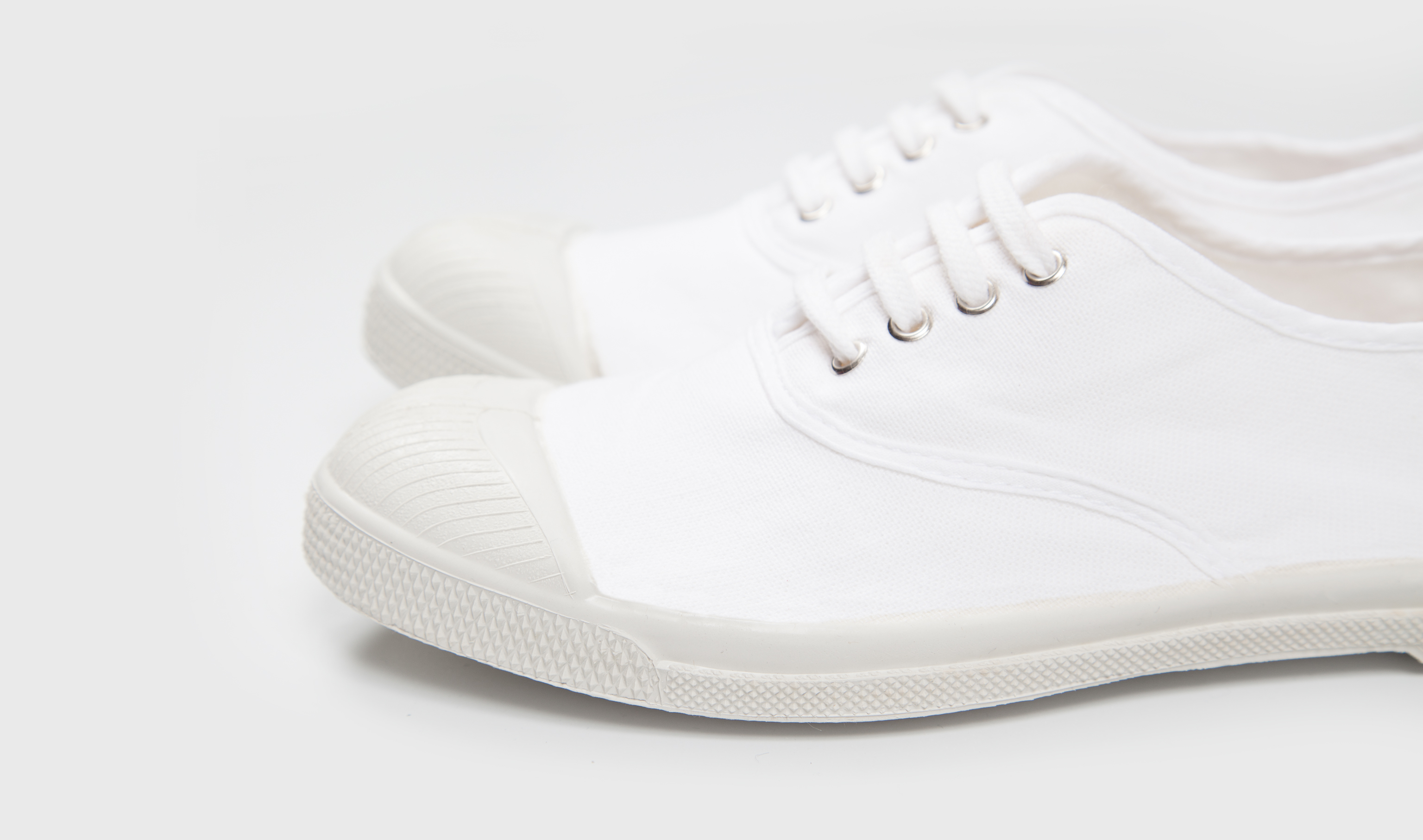
Les tennis Bensimon

En 1979, les deux frères Serge et Yves Bensimon, qui tiennent à l'époque une petite boutique de prêt-à-porter, veulent diversifier leur gamme par un style nouveau ; ils décident de chercher dans les bases de l'armée des vêtements ou des chaussures en surplus. Ils trouvent alors un stock de tennis blanches. Aussitôt rentrés dans leur atelier, ils teignent ces tennis, jusqu'alors blanches, de différentes couleurs. Le succès est quasi immédiat[réf. nécessaire]. 
Portée par Jane Birkin, Charlotte Gainsbourg et de nombreuses autres stars, cette petite tennis appelée « la Bensimon » est devenue une véritable icône de mode.
Les Bensimon sont des chaussures conçues aussi bien pour les enfants, les femmes ou les hommes.
La « tennis » Bensimon originale est à lacet, couleur vermillon. Des années de distribution sélective et un marketing intensif ont fait de cette chaussure simple, un « basique », voir une « icône » de la mode,,,. 
Il existe plusieurs types de Bensimon : tennis à lacets, en ballerines, montantes, etc. Mais deux modèles prédominent et sont déclinés en multiples coloris. 
En 1986, ils ouvrent leur première boutique en plein cœur du Marais, rue des Francs-Bourgeois et choisissent l’enseigne « Autour du monde », symbole d’ouverture sur le monde. 
En 1989, la marque commence à diversifier son activité avec l'ouverture de concept stores à l'enseigne « Autour du Monde » commercialisant prêt-à-porter, mais aussi objets de décoration, linge de maison, ou meubles. 
En 1999, la marque développe son réseau au niveau national mais aussi à l’international avec l’ouverture d’un deuxième concept-store sur le sol Bruxellois[réf. souhaitée].  
En 2005, la marque s’ouvre à un nouvel univers avec ses deux premières Cologne Bensimon, 1993 et 2005[réf. souhaitée].  
En 2006, la marque crée une gamme pour adolescents intitulée « B.Team », ainsi que la collection pour hommes « Surplus Bensimon »
En 2009, Serge Bensimon reprend aux côtés de Carl Huguenin et Jérôme Fournel la librairie orange du canal Saint-Martin, Artazart, consacrée au design et au graphisme[réf. souhaitée]. 
En 2010, Serge Bensimon ouvre sa première galerie, la Gallery S. Bensimon, qui est un lieu consacré à ses coups de cœur dans le domaine de l'art contemporain et du design.

## Collaborations
La marque collabore régulièrement avec d'autres entreprises comme Lafuma, Virgin Mobile pour la commercialisation d'un téléphone portable en 2009, Dim, DKNY, Monoprix, le Club Med, Vertbaudet, La Redoute, Le Bon Marché, Les 3 Suisses, Milk, Ressources, Swildens, Ines de la Fressange, Jean-Paul Gaultier, Essix, Delacre et le distributeur de chaussures Éram,,.

## Réseau de distribution
Bensimon dispose d'une quarantaine de points de vente en France et d'une vingtaine de points de vente dans d'autres pays (Belgique, Allemagne, Italie, Espagne, Pologne, Autriche, Suisse, Australie, Hong Kong, Israël, Japon, Corée, Nouvelle-Zélande, Afrique du Sud, Corée, Taiwan, US)[réf. nécessaire]. 
Le fondateur possède une galerie d'art, la Gallery S. Bensimon à Paris, et son frère Yves est aux finances de l'entreprise, qui réalise 34,4 millions d’euros de chiffre d’affaires en 2010[réf. nécessaire].